# تشينوا أتشيبي
تشينوا أتشيبي (16 نوفمبر 1930 - 21 مارس 2013) (بالإنجليزية: Chinua Chinụalụmọgụ Achebe)‏ روائي نيجيري من قومية الإغبو، وهو أول روائي بارز من القارة السوداء كتب بالإنجليزية. تتناول كتاباته المخلّفات المأساوية للإمبريالية البريطانية على المجتمعات الإفريقية. حلّل أتشيبي العلاقات الأسلوبية بين الأدبين الأفريقي والإنجليزي. وقد استحوذت أعماله على اهتمامات النقد الأدبي. تصف روايته «الأشياء تتداعى» (أو «عندما ينهار كل شيء») (1958م) انهيار الحياة القبلية التقليدية في وجه الوجود الاستعماري البريطاني في نيجيريا؛ كما أنها تبرز أيضًا تفوقًا في اللغة. له مؤلفات أخرى منها: سهم الرب (1964م)؛ ابن الشعب (1966م)؛ كثبان السافانا (1987م). أصدر أتشيبي كذلك قصصًا قصيرة وكتبًا للأطفال، كما اشتهر ناشرًا وناقدًا. وُلد أتشيبي في أوجيدي في شرقي نيجيريا، وتلقَّى تعليمه بالكلية الحكومية في أومواهيا وبكلية إبادان الجامعية، وعمل بالإذاعة والخدمة المدنية أيضًا. وعمل مؤخرًا بالتدريس في الجامعات النيجيرية، وجامعات الولايات المتحدة الأمريكية.

## حياته
تحول والدا تشينوا أتشيبي «إيزا أوكافو أتشيبي» و«جانيت أنينتشي لوغبانام» لينضما إلى جمعية التبشير الكنسية البروتستانتية في نيجيريا، ولكن ظل أتشيبي الأب يحترم شعائر أسلافه الدينية رغم توقف ممارسته لها مع اعتناقه الدين الجديد. ويعد الاسم الكامل لأتشيبي تشينولموجو عبارة عن دعاء لطلب الحماية الإلهية والاستقرار، وهو ما يعني حرفيًا («لعل الرب يحارب عني»). وكان لعائلة أتشيبي خمسة أولاد أخرين لقبهم بأسماء تحمل دلالات دينية ذات صلة بالديانة المسيحية الجديدة التي اعتنقوها، وهم: فرانك أوكوفوا وجون تشوكوميكا إيفانيتشكو وأوجستين ندوكا وجريس نونكا.

### نشأته
وُلد ألبرت تشينولموجو في 16 نوفمبر 1930 بقرية الإغبو بأوجيدي. وقد وجد الأبوان نفسهما في مفترق الطرق بين الثقافة والعادات المحلية لقومية الإغبو وبين تأثير المسيحية التي انتشرت مع وصول البعثات التبشيرية إلى نيجيريا، الأمر الذي ألقى بظلاله على الأولاد ولا سيما تشينولموجو، وقد انتقلت العائلة إلى مسقط رأس الوالد إيزا أتشيبي بأوجيدي.
وتعد رواية القصص عماد العادات التراثية والمحلية لشعب الإغبو، كما تعد جزء لا يتجزأ من تكوين المجتمع نفسه. وكانت والدة أتشيبي وأختها «زنوبيا أزوما» تقصان عليه العديد من روايات الإغبو في طفولته، والتي كان يطلبها بشكل متكرر. فقد شكلت المجموعات القصصية الخاصة بوالده إلى جانب التقاويم المعلقة على جدران منزلهم والكتب المتنوعة بما فيها النصوص النثرية المقتبسة كتلك المأخوذة عن مسرحية «حلم ليلة منتصف الصيف» (1590م) لويليام شكسبير وكذلك النسخة الخاصة بقبيلة الإغبو من كتاب «رحلة الحاج» (1678) لجون بنيان عاملًا هامًا وفعالًا في مسيرة أتشيبي التعليمية. ودائمًا ماكان يتوق أتشيبي في طفولته إلى الاحتفالات التقليدية لقريته كالاحتفالات التنكرية التي تناولها بعد ذلك في رواياته وقصصه.

خريطة للمجموعات اللغوية في نيجريا. وتقع منطقة الإغبو، مسقط رأس أتشيبي في منطقة الجنوب.

### تعليمه
التحق أتشيبي عام (1936م) بمدرسة «سانت فيلبس المركزية»، كما قضى أسبوعًا كاملًا يحضر الصفوف الدينية للأطفال رغم اعتراضه آنذاك على ذلك، ولكن سرعان ما ترقى ليلتحق بمراحل أعلى خصوصًا بعدما أكد راهب المدرسة على ذكائه ونبوغه. وقد وصفه أحد المعلمين يومًا أنه صاحب أفضل الخطوط بين أقرانه كما علق على تميزه فيما يخص مهارات القراءة لديه. وكذلك التحق أتشيبي بفصول يوم الأحد الدينية من كل أسبوع، وشارك في الجلسات الإنجيلية التي كانت تقام شهريًا. وفي أحد الأيام أُثير جدل واسع خلال إحدى هذه الجلسات بين أحد المرتدين وأحد الرهبان المختصين بتعليم المسيحية حول أسس العقيدة في الدين المسيحي، وقد أدرج أتشيبي مشهد هذه الحادثة بعد ذلك في روايته الشهيرة «الأشياء تتداعى».
في سن الثانية عشر، ترك أتشيبي عائلته وانتقل إلى قرية ناكدا والتي تبتعد حوالي أربعة كيلو مترات عن مدينة أويري، وهناك التحق بالمدرسة المركزية حيث تلقى اخوه الأكبر تعليمه. وفي ناكدا، اكتشف أتشيبي فن الـ«مبري» وهو شكل من أشكال الفن التقليدي الذي يسعى إلى طلب الحماية الإلهية من خلال تقديم قرابين رمزية في شكل منحوتات وكولاجات. وحينما جاء وقت الالتحاق بالمدرسة الثانوية عام (1944م)، خاض أتشيبي امتحانات القبول بالمدارس الثانوية، ونجح أتشيبي وقُبِل في مدرسة«دينيس موموريال» المرموقة الواقعة في أونيتشا، وكذلك في «الكلية الثانوية الحكومية» الموجودة في أومواهيا والتي تعد من أعرق مدارس نيجيريا.
تم تأسيس الكلية الحكومية بنيجريا عام (1929م) على الطراز الإنجليزي بتمويل كامل من إدارة المستعمر الإنجليزي آنذاك بهدف تعليم النخب النيجيرية الصاعدة في المستقبل. وكان لهذه المدرسة أسس ومعايير صارمة؛ حيث كان قبول التلاميذ بها قائم على أساس الكفاءة والقدرات العلمية الفائقة. وكانت الإنجليزية هي اللغة الرسمية لهذه المدرسة، ولكن هذا لم يكن بغرض تعليم الأولاد للغة الإنجليزية وإجادتها، إنما لخلق لغة مشتركة بين الطلاب من المجموعات اللغوية النيجيرية المختلفة. وهذا ما تحدث عنه أتشيبي فيما بعد قائلًا إنهم قد أُمروا «أن يهجروا لغاتهم الأم على أن يتواصلوا بلغة المستعمر.» وكان ذلك يطبق بكل حزم وقوة وأشار أتشيبي أن أول عقوبة وقعّت عليه كانت بسبب خرقه لهذا القانون حيث طلب من أحد زملائه يومًا ما أن يمرر له الصابون بلغة الإغبو.
وفي الكلية الحكومية أظهر أتشيبي نبوغًا مميزًا وتجلى ذلك في إكماله للسنتين الأولتين في المدرسة في سنةٍ واحدة، بل وقضى أربع سنوات فقط في المدرسة الثانوية بدلًا من خمس سنوات كما هو مقرر ومتعارف عليه. ولم يكن أتشيبي يفضل الاشتراك في الأنشطة الرياضية بالمدرسة بل فضل أن يشارك مجموعة مكونة من ستة طلاب معروف عنهم الاجتهاد والولع بالقراءة، فكان اتشيبي ومجموعته تلك يرهقون أنفسهم بالقراءة مما جعل مدير المدرسة يقرر منع القراءة في الفترة من الخامسة إلى السادسة مساءً رغم استمرار النشاطات الأخرى.
وشهدت المدرسة الثانوية اكتشاف أتشيبي ل«روعة مكتبتها» حيث تعرف أتشيبي على كتاب بوكر تي. واشنطن «الخروج من الرق» (1901م) وهو عبارة عن سيرة ذاتية لعبد أمريكي سابق ما وجده أتشيبي قصة محزنة ولكن «الكتاب كشف له عن بعد أخر للواقع.» كما قرأ اتشيبي العديد من الروايات الكلاسكية مثل «رحلات غوليفر» (1726م) و«ديفيد كوبرفيلد» (1850م) و«جزيرة الكنز» (1883م) وغيرها من روايات المغامرات مثل رواية «ألان كواترمين» لسير رايدر هاجارد و«بريستر جون» (1915م) لجون بوشان. وأشار أتشيبي إنه بقراءته لمثل هذه الروايات «راح في صف الرجل الأبيض ضد الرجل الأسود المتوحش.» بل إنه حمل بعض الكراهية والضغينة للأفارقة، «فالرجل الأبيض كان رائعًا ومنطقيًا وذكيًا وشجاعًا، فمن كان يهاجمه من السود المتوحشين كانوا مخطئيين، فقد كرهت جرأته ووحشيته.»

### الجامعة
في عام (1948م)، ومع الاستعدادات لإعلان الاستقلال، تم افتتاح أول جامعة نيجيرية باسم «University college» والمعروفة الآن بـ«بجامعة إبادان» وكانت هذه الجامعة كلية تابعة لجامعة لندن. وكما هو الحال في اختبارات القبول في الثانوية، حصل أتشيبي على علامات عالية في امتحان القبول بالجامعة كما تميز كباحث متميز في الدفعة الأولى بالجامعة، وحصل على منحة دراسية لدراسة الطب. وخلال دراسته في إبدان بدأ أتشيبي مسيرته في نقد الأدب الأروبي الذي يتحدث عن أفريقيا. فبعد قراءة رواية «مستر جونسون» لجويس كاري والتي تحكي قصة رجل نيجيري خفيف الظل يعمل لدي رجل بيريطاني، انزعج أتشيبي للغاية من تناول الشخصية النيجرية وحصرها في كونها إما شخصية همجية متوحشة أو في صورة المهرج الذي يضحك عليه الآخرون، الأمر الذي استفزه ليقرر أن يصبح كاتبًا، مدركًا واجبه نحو تحسين صورة البطل الأفريقي وإن تشويهه ليس إلا علامة على جهل الكاتب بثقافته. وقد صرح أحد زملاء أتشيبي بعد قراءته للرواية إنه من أمتع الحظات في الكتاب كانت تلك التي تم فيها إطلاق النار على جونسون.

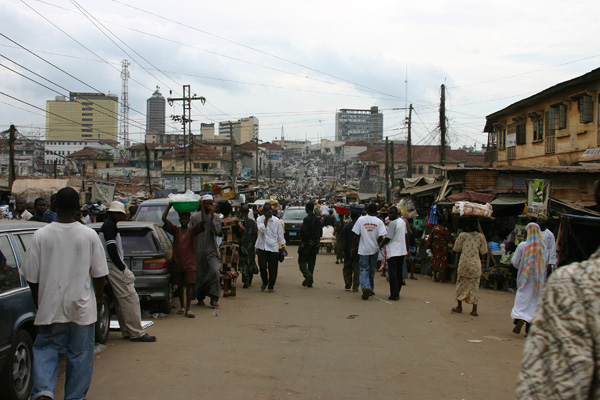
أحد شوارع إبادان، 2007

وقد ترك أتشيبي دراسة الطب وتحول ليدرس اللغة الإنجليزية والتاريخ وعلم اللاهوت، وبسبب ذلك التحول خسر أتشيبي منحته التعليمية، فكان عليه أن يتحمل نفقات دراسته، ولكن حصل على مساعدات حكومية كما تبرعت عائلته بالمال لاستكمال دراسته. وكان قسم اللغة الإنجليزية من أعرق أقسام الجامعة وتخرج منه العديد من الكُتاب العالميين من بينهم الحائز على جائزة نوبل «وول سونيكا» والروائي «إلتشي أمادي» والشاعر والكاتب المسرحي «جون بيبير كليرك» وكذلك الشاعر «كريستوفر أوكيجابو».
وفي عام (1950م) كتب أتشيبي مقالًا لـ«جامعة هيرالد» تحت عنوان «Polar Undergraduate» والذي يعد أول أعماله ككاتب، وفيه استخدم أتشيبي أسلوب التهكم والفكاهة ليلقِ الضوء على الحماسة الفكرية عند زملائه. وتبع هذه المقالة العديد من المقالات والخطابات عن الفلسفة وحرية النشاط العلمي، ونشر بعضها في مجلة «The Bug»، كما عمل كمراجع في هيرالد في الفترة مابين (1951م-1952م). وشهدت سنوات دراسته بجامعة إبادان أولى كتابته في مجال القصة القصيرة، وكانت تحت عنوان «في كنيسة قرية- In a Village Church» وفيها جمع أتشيبي بين تفاصيل الحياة في المناطق الريفية النيجيرية وبين مؤسسات ورموز الديانة المسيحية، وهذا الجمع أصبح بعد ذلك أسلوبًا مميزًا في مختلف أعمال أتشيبي. كما كان له العديد من القصص القصيرة والتي كتبها أثناء دراسته بالجامعة، منها «الصراع بين النظام القديم والنظام الحديث- The Old Order in Conflict with the New» وكذلك «طريق رجال متوفين- Dead Men's Path» وبها يبرز أتشيبي الصراع بين التقليد والحداثة مع إلقاء الضوء على قيمة الحوار والتفاهم بين أنصار الجانبين. وخلال دراسته في إبادان، وصل أستاذ تعليم الدين المقارن «جيفري بريندر» ما ساعد أتشيبي على استكشاف تاريخ الدين المسيحي وتاريخ الديانات الأفريقية التقليدية.
وبعد امتحانات إبادان عام (1953م) حصل أتشيبي على درجة البكالوريوس مع مرتبة الشرف من الدرجة الثانية، وبسبب انزعاجه من عدم حصوله على درجة أعلى، عجز اتشيبي عن تقرير مصيره بعد التخرج وعاد إلى موطنه في أوجيدي ليعيد ترتيب أوراقه.

### التدريس والكتابة
في الوقت الذي كان يتأمل فيه أتشيبي المسارات الوظيفية المتاحة أمامه، زاره أحد أصدقاء الجامعة وأقنعه على شغل وظيفة لتدريس اللغة الإنجليزية في مدرسة «مارشنتس أوف لايت-Merchants of Light school» الواقعة في أوبا. ولكن كانت هذه المدرسة من المدارس الفقيرة، بنيتها التحتية متهالكة، ومكتبتها صغيرة، حيث تم تأسيسها على أرض «باد باش- Bad bush» والتي يُعتقد أنه تسكنها أرواح شريرة. لاحقًا، في روايته «الأشياء تتداعى» وصف أتشيبي منطقة مشابهة معروفة باسم «غابة الشر» والتي سُمح لحمالات التبشير المسيحية بناء كنيستهم عليها.
وكمعلم حث أتشيبي طلابه على الاطلاع والقراءة المستمرة، كما شجعهم على ابتكار الأعمال المتميزة. ولم يكن بمقدور الطلاب الحصول على مثل تلك الصحف التي اطلع عليه اتشيبي وهو طالب، ما دفعه إلى تحرير جريدة خاصة لطلابه. وبقى أتشيبي في أوبا لمدة أربعة أشهر ولكن انتقل إلى لاغوس عام (1954م) حينما سنحت له الفرصة للعمل بالإذاعة النيجيرية.
وقد أسست حكومة المستعمر في نيجيريا شبكة راديو نيجيريا عام (1933م)، وتم تعيين أتشيبي في قسم المحادثات ليقوم بإعداد البرامج والخطابات الإذاعية، مم ساعده على إتقان الفروق بين اللغة المكتوبة واللغة المنطوقة، ما أعانه على إدراج حوارات واقعية في رواياته.
وكان لمدينة لاغوس واقعًا كبيرًا عليه، وخصوصًا حينما اكتظت المدينة بالمهاجرين من المناطق والقرى الريفية، ومنا هنا أدرك أتشيبي حقيقة النشاط الاجتماعى والسياسي من حوله؛ وهو ما استعرضه في روايته «ليس مطمئنًا- No Longer at Ease» عام (1962م) بعد ذلك.
في فترة إقامته بالاغوس، شرع أتشيبي في كتابة أولى رواياته، وكان ذلك تحديًا صعبًا وخصوصًا مع نضوب الإنتاج الأدبي الأفريقى باللغة الإنجليزية باستثناء رواية «رواية مدمن خمر التمر» (1952م) لآموس توتولا ورواية «أُناس المدينة» (1954م) لسبريان إكوينسي. ومع تقديره الكامل لجهود إكوينسي، عمل أتشيبي لتطوير أسلوبًا خاصًا به جعله فيما بعد رائدًا في مجال كتابة الرواية النيجيرية. والتفت أتشيبي إلى المشكلات الاستعمارية والسياسة التي ظهرت إلى السطح مع زيارة ملكة إنجلترا إليزابيث الثانية إلى نيجريا عام (1956م).
وفي العام نفسه (1956م)، أُختير أتشيبي لينضم إلى فريق هيئة الإذاعة البريطانية الـ (BBC). وكانت رحلته الأولى خارج نيجريا بمثابة الفرصة الذهبية لتطوير مهارات الكتابة الأدبية لديه ومعرفة الآراء حول روايته والتي قسمت فيما بعد إلى كتابين. وفي لندن، التقى أتشيبي بروائي يُدعى «جيلبرت فيليبس» وعرض عليه روايته، وكان فيلبس متحمسًا لها وسأل أتشيبي أن يقدمها لمحررين وناشرين، ولكن رفض أتشيبي ذلك مصرًا أن الرواية في حاجة إلى المزيد من العمل.

### «الأشياء تتداعى»
فور عودته مرة أخرى إلى نيجيريا، أنكب أتشيبي على مراجعة وتحرير روايته والمعروفة الآن باسم «الأشياء تتداعى» المأخوذ عن أحد سطور قصيدة «المجيء الثاني» للشاعر الإنجليزي ويليام بتلر ييتس؛ حيث فصل الجزأيين الثاني والثالث من الرواية، وأبقى فقط على الجزء الأول الذي يتناول حياة المزارع أوكونكو في فترة الاستعمار بنيجيريا، كما قام بإدخال بعض التعديلات والتحسينات النصية على الكتاب. وفي عام (1957م) صمم أتشيبي غلاف روايته، كما سنحت له الفرصة لطباعة روايته عندما صادف إعلان عن تقديم خدمات الطباعة، لذا أسرع أتشيبي بإرسال النسخة المكتوبة لروايته إلى شركة لندن للطباعة كما أرسل أورفق رسوم هذه الخدمة والتي وصلت قيمتها إلى (22₤). وبعد شهور دون تلقى إية اتصالات من الشركة، بدأ القلق يساور أتشيبي، حتى طلب أتشيبي من رئيسته براديو نيجريا «أنجيلا بيتي» -والتي كانت ذاهبة إلى لندن لقضاء أجازتها السنوية- أن تستفسر له عن عدم نشر روايته، وبالفعل أثناء وجودها بلندن، ذهبت إلى الشركة وتساءلت عن تجاهل الرواية بهذا الشكل، وعندها أرسلت الشركة مباشرةً النسخة المطبوعة من الرواية. لذا كان تدخل بيتي هذا أمرًا فارقًا في مسيرة أتشيبي ككاتب فيقول: «لولا تدخلها هذا لربما عرضت عن الأمر برمته.»
أرسل أتشيبي روايته عام (1958م) إلى أحد الوكلاء الذين رشحهم له الروائي جيلبرت فيليبس أثناء زيارته للندن. والذي بدوره أرسل الرواية إلى العديد من دور النشر، ولكن رفضت بعض الدور الرواية بداع أن الأدب من إنتاج كُتاب أفارقة لا سوق له. ثم وصلت الرواية إلى دار هاينمان، ولكن سرعان ما زال ترددهم بشأن نشرها بناءً على تقرير الخبير التربوي «دونالد ماكري» والذي كان عائدًا إلى إنكلترا بعد رحلة إلى غرب أفريقيا والذي قال فيه مقتضبًا: «هذه أفضل رواية قرأتها منذ قيام الحرب.»

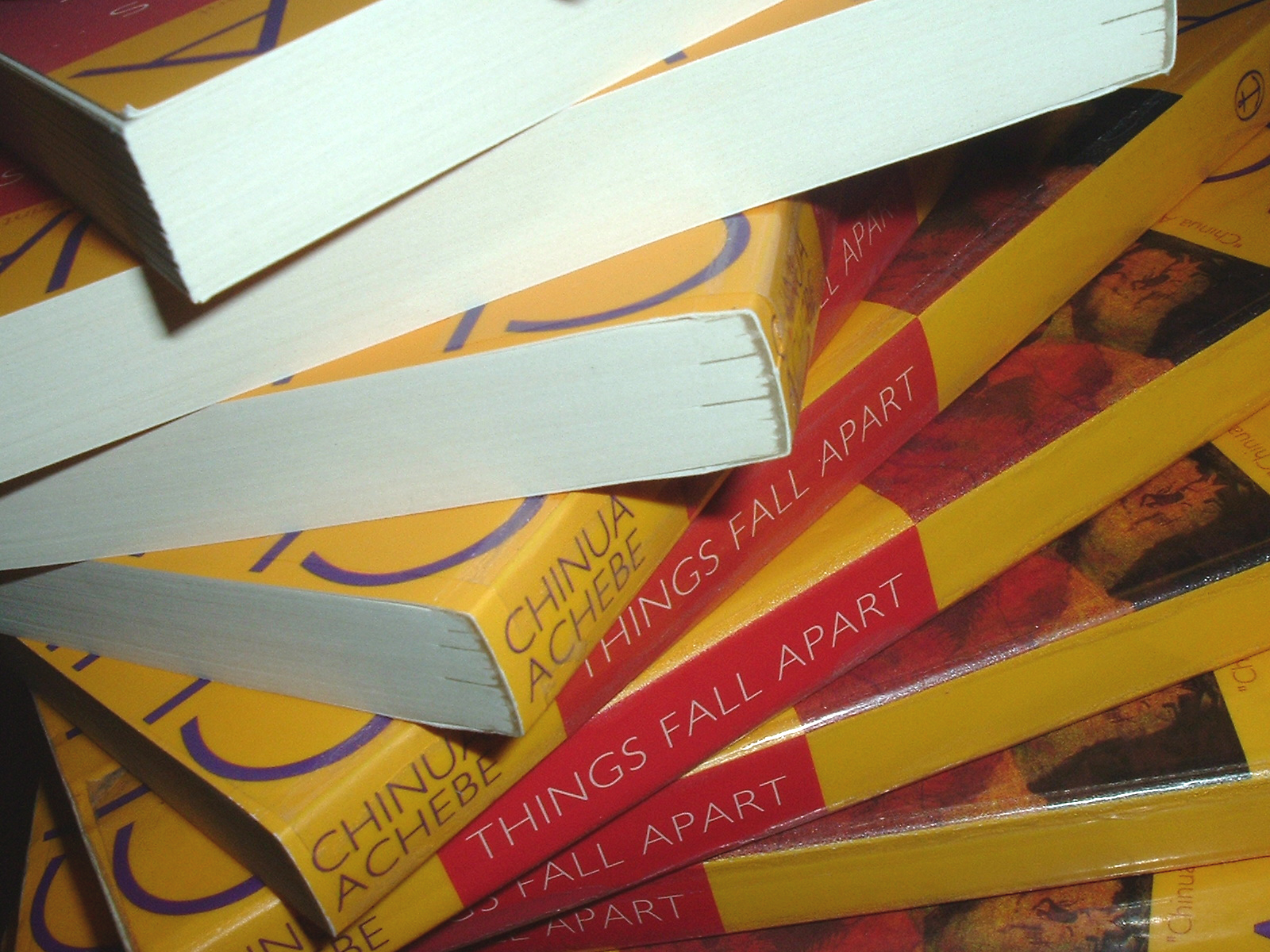
ًصورة لمجموعة من رواية «الأشياء تتداعى» نسخة عام (1994م)

نشرت دار هاينمان (2000) نسخة مطبوعة من رواية أتشيبي«الأشياء تتداعى» في 17 يونيو (1958م)، ووفقًا لما قاله ألن هيل العامل بدار هاينمان آنذاك أن الدار لم تمس النص قط، ولم تغير فيه شيئا قبل النشر. وقد استقبلت الصحافة البريطانية الكتاب بشكلٍ جيد، كما نال الكتاب استحسان نقاد أمثال ولتر ألن والروائي أنجس ويلسون. ويذكر أنه بعد ثلاثة أيام من نشر الرواية نشر الملحق الأدبي لجريدة «التايمز» «أن الرواية نجحت في عرض الحياة القبلية من الداخل بطريقة عبقرية.» كما وصفت صحيفة «الأبزرفر البريطانية» الرواية بأنها «رواية ممتازة»، وذكرت المجلة الأدبية«تايم آند تايد» «أن أسلوب السيد أتشيبي يمثل نموذجًا رائعًا للطامحين.»
أما عن الاستقبال الأول في نيجيريا فكان مختلطًا، إذ قوبل هيل ببعض التشكيك والسخرية عند ترويجه للكتاب في غرب أفريقيا، ولكن شعرت جامعة إبادان بالفخر كون أحد خريجيها هو صاحب رواية قيمة مثل هذه. كما جاءت بعض ردود الفعل أكثر تدعيمًا للرواية، ففى أحد التعليقات على الرواية في مجلة «بلاك أورفيس» كُتب:«الكتاب بأكمله يرسم صورة حية للقارئ عن حياة قبيلة الإغبو، بل تمثل الحبكة والشخصيات رموزًا تمثل نمطًا للحياة تاه بلا رجعة في ذكرياتنا.»
وتدور أحداث الرواية حول شخصية أكونكو، والذي يكافح ضدد الإرث المهين الذي تركه له والده والذي كان مديونًا ولا يعرف إلا حب العزف على آلة الفلوت. كما تتناول القصة التعقيدات والتناقضات التي نشأت منذ وصول البعثات التبشيرية إلى قرية أموفويا. كما تعرض الرواية ألوان الصراع الثقافي ولاسيما ذلك الذي ظهر بين تقاليد قبائل الأغبو والعقيدة المسيحية، ومن خلال القصة يستعرض أتشيبي بعضًا من الحكايات الشعبية والتي تنبع من نشأته على مثل هذه الحكايات.
وبعدها أصبحت رواية «الأشياء تتداعى» من أهم كتب الأدب الأفريقي. وقد تم بيع أكثر من ثمانية ملايين نسخة حول العالم، كما تم ترجمتها إلى أكثر من خمسين لغة، مم جعل أتشيبي أكثر الكتاب الذين تمت ترجمة كتب له على مدار التاريخ.
وتقديرًا للعالمية التي وصل إليها الكتاب، تم إدراجه ضمن مجموعة من الكتب في مكتبة «بوكلبين» العالمية والتي تم ترشيحها من خلال مائة كاتب من أربع وخمسين دولة مختلفة، وتم تجميعها وتنظيمها من قبل النادي النرويجي للكتاب. وتسعى هذه المجموعة لعرض الأدب العالمي من خلال كتب مختلفة، من جميع الثقافات، ومن فترات زمنية متنوعة.
وعلّق الكاتب النيجيري الحائز على جائزة نوبل للأداب «وولي سوينكا»: «أن هذه هي الرواية الأولى المكتوبة بالإنجليزية والتي تتحدث من أعماق الشخصية الأفريقية، دون تصوير الشخصية الأمريكية للرجل الأفريقى كونه هذا الغريب، أو كما يراها الرجل الأبيض.»

### الزواج والعائلة
في نفس العام الذي نُشرت فيه رواية «الأشياء تتداعى» ترقى أتشيبي في منصبه براديو نيجريا، ليصبح مسؤولًا عن تغطية الشبكة للمنطقة الشرقية. وانتقل أتشيبي إلى مدينة إنوغو لتولى مهامه الإدارية هناك. وفي إنوغو، قابل أتشيبي أمرأة تدعى«كريستينا شينوي أوكولي»، والتي ترعترعت في هذه المدينة وعملت في راديو نيجريا أثناء عمله هناك. وتحدثا لأول مرة عن تفاوت الأجور، إذ وجدت زميل لها بالرغم من شغلهم للوظيفة في وقت واحد، إنها أقل في الدرجة، كما إنها تحصل على راتب أقل. وحينما ذهبت إلى المستشفى لإجراء عملية استئصال الزائدة الدودية، فوجئت كريستي بزيارة أتشيبي لها ومعه الكثير من الهدايا والمجلات.
وفي السنوات التالية، نمت علاقة وطيدة بينهم، وفي 10 ديسمبر عام (1961م) تزوج الأثنان في كنيسة القيامة الموجوة في حرم جامعة إبادان، ووصف الزوجان أن زواجهما قائم على الثقة والتفاهم المتبادل، ولكن خلال السنوات الأولى من الزواج، ظهرت بعض الخلافات بسبب الاهتمام والتواصل فيما بينهما، ولكن سرعان انتهت هذه الخلافات مع نُضج العلاقة بينهما، واجتهادا الأثنان كزوج وزوجة للتأقلم على حياتهما.
ورزق الزوجان بأول طفل لهما في 11 يوليو (1962م) وأسموها تشينلو، ورزقا بمولودأخر وهو إلكتشكو في 3 ديسمبر عام (1964م)، وفي 24 مايو عام (1967م) رزقا بمولودهم شيدي. وشعر الوالدان ببعض القلق إزاء نظرة العالم ولا سيما تلك التي تتعلق بالجنس مع دخول أولادهم للمدارس، وخصوصًا بسبب المعلمون أصحاب البشرة البيضاء، وكذلك الكُتب والتي تعكس وجهة نظر مغايرة عن الحياة الأفريقية. لذا، نشر أتشيبي عام (1966م) كتابه الأول للأطفال «تشيكي والنهر» مستعرضًا بعضًا من هذه المخاوف. وبعد الحرب الأهلية والمعروفة بـ«حرب بيافرا» جاء لعائلة أتشيبي فتاة أخرى وهي نواندو في 7 مارس عام (1970م). وحين سُئل أتشيبي عن عائلته قال: «أن هناك ما هو أكثر أهمية.» ولدى أتشيبي ستة أحفاد وهم: تشوتشي وتشينو وتشينوا الأبن وناميدي وزيل.

### رواية «ليس مطمئنًا»
في عام (1960م) وخلال فترة مواعدتهم، أهدى أتشيبي روايته الثانية «ليس مطمئنًا» لكريستي أوكولي، والتي تتناول قصة موظف متورط في قضايا فساد بمدينة لاغوس. والبطل في هذه الرواية هو «أوبي» وهو حفيد أكونكو بطل رواية «الأشياء تتداعى». ومن خلال أقامته في مدينة لاغوس، كتب أتشيبي عن تجارب أوبي في لاغوس ليعكس التحديات التي تواجه الجيل الجديد الذي سيشهد استقلال نيجريا. ونرى في الرواية أن أوبى واقعًا تحت وطأة توقعات أهله له وكذلك توقعات عشيرته وأهل قريته ومجتمعه. ولكن كل هذه التحديات تسحقه أمامها، تمامًا مثلما حدث لجده الأكبر، ليجد نفسه في النهاية مسجونًا بتهمة الرشوة. وبعدما أظهر أتشيبي براعة وفطنة من خلال تصويره للحياة القبيلة التقليدية، كذلك أظهر مهارة في وصف الحياة النيجيرية الحديثة.
وفي وقت لاحق من العام نفسه، مُنح أتشيبي زمالة روكفيلير للترحال لمدة ستة أشهر. وقال أتشيبي أن هذه الزمالة هي تمثل عاملًا هامًا لاستكمال مسيرته الكتابية." وعندها ذهب أتشيبي للقيام برحلة إلى شرق أفريقيا. وبعد شهر واحد من استقلال نيجيريا، سافر أتشيبي إلى كينيا حيث واجه لأول مرة ضرورة تعبئة استمارة الهجرة عن طريق التحقق من مربع مشيرًا إلى العرق سواء كان: أوروبيًا أو أسيويًا أو عربيًا أو غير ذلك. الأمر الذي صدمه وسبب استيائه بسبب إجباره على اختيار (غير ذلك)، إذ وجد الأمر برمته «هزليًا» الأمر الذي وصل به إلى أن يأخذ نسخة أخرى من الاستمارة للذكرى. واستكمالًا لرحلاته في شرق أفريقياإلى تنجانيقا وزنجبار والمعروفة اليوم باسم «تنزانيا»، أحبط أتشيبي من أسلوب الإدارة الذي لاحظه بين موظفي الفنادق غير الأفريقية والنخب الاجتماعية.

كما وجد أتشيبي في رحلاته أن اللغة السواحلية تتكسب المزيد من التمييز لتكون لغة أفريقية هامة. إذ كان بث قنوات الراديو بالغة السواحلية، كما كان يتم استخدامها بشكل واسع في الدول التي زارها. رغم ذلك، وجد أتشيبي حالة من «عدم الاهتمام» من الناس تجاه الأدب المكتوب بالسواحلية. كما قابل الشاعر الشيخ شعبان روبرت، والذي اشتكى من الصعوبات التي واجهها عند نشر أعماله باللغة السواحلية. 

خريطة توضح توزيع المتحدثين باللغة السواحلية.

وفي روديسيا الشمالية والمعروفة الآن باسم «زامبيا»، وجد أتشيبي نفسه جالسًا في القسم المخصص للبيض فقط في الحافلة المتجة إلى شلالات فيكتوريا. وسأله الكمسري لماذا جالس في المقدمة، فأجابه أتشيبي: «إذا أردت أن تعلم، أنا آت من نيجريا، وهناك نجلس إينما شئنا.» وبالوصول إلى الشلالات، هلل له ركاب الحافلة، لكنه شعر بحزن دفين بسبب عدم مقاومتهم لسياسة الفصل في ذلك الوقت.
بعد عاميين، ترك أتشيبي مرة أخرى، ولكن هذه المرة كجزء من زمالة الفنانين المبدعيين التي تمنحها اليونيسكو. فسافر أتشيبي إلى الولايات المتحدة الأمريكية والبرازيل، وهناك قابل العديد من الكُتاب الأمريكيين ومن بينهم الروائيين رالف إليسون وآرثر ميلر. وفي البرازيل، ألتقى أتشيبي بالعديد من المؤلفين، وناقش معهم تحديات الكتابة بالبرتغالية. وكان لدى أتشيبي بعض المخاوف من ضياع الأدب النابض لأي أمة إذا لم يتم ترجمته إلى لغات أكثر أنتشارًا.

### صوت نيجريا وسلسلة الكتاب الأفريقيين
عندما عاد مرة أخرى إلى نيجيريا، ترقى أتشيبي ليمسك منصب مدير الإذاعات الخارجية بشبكة راديو نيجيريا. وكانت من أولى واجباته إنشاء شبكة صوت نيجيريا. وكان البث الأول لهذه الشبكة يوم رأس السنة عام (1962م). وعملت المحطة على تبني نظرة موضوعية خلال فترة الاضطرابات التي عشتها نيجيريا بعد الاستقلال. وأصبحت هذه الموضوعية على المحك حينما أعلن رئيس الوزراء النيجيري أبو بكر تافاوا حالة الطواريء في المنطقة الغربية من البلاد، استجابة لمجموعة من سلسلة من الصراعات بين مسؤولى الأحزاب المختلفة بنيجيريا. ما أشعر أتشيبي بالحزن بسبب الفساد الذي تشهده البلاد وكذلك إسكات المعارضة السياسية.
وفي عام (1962م)، حضر أتشيبي المؤتمر التنفيذي للكتاب الأفارقة باللغة الإنجليزية، في جامعة ماكيريري في كمبالا بأوغندا. والتقى هناك بالعديد من الشحصيات الأدبية الهامة من محتلف أنحاء القارة بل والعالم، ومنهم الشاعر الغاني كوفي أونور والكاتب المسرحي والشاعر النيجيري وولي سوينكا، والشاعر والؤلف الأمريكي لانغستون هيوز. وكانت من ضمن قضايا النقاش بالمؤتمر مهمة تحديد ما إذا كان الأدب الإفريقى يجب أن يضم أعمال كتاب من خارج القارة، أم أنه يقتصر على أعمال من إنتاج كتاب من داخل القارة فقط. وأشار أتشيبي أنها «لم تكن قضية مهمة على الإطلاق،» وأنه على العلماء انتظار أعمال كبيرة حقًا للحكم عليها. وكتب أتشيبي في العديد من المجلات أن هذا المؤتمر يعد علامةٌ فارقة في تاريخ الأدب الأفريقي، كما سلط الضوء على أهمية اجتماع الأصوات المعزولة داخل القارة وخارجها.
وخلال وجوده في ماكيريري، طلب أحد الطلاب من أتشيبي قراءة الرواية التي كتبها واسمها «لا تبك يا ولدي» والذي اشتهر بعد ذلك باسم «جيمس نجوجي». منبهرًا بالرواية، أرسل أتشيبي النص إلى ألان هيل في دار هينمان للنشر، والتي نشرها بعد ذلك بعاميين ليتم إلحاق أعمال الكتاب الأفريقين بظهر الكتب. وجاء ذلك كحل لما عرفته دور النشر البريطانية «باعتبار غرب أفريقيا المكان الوحيد الذي تباع فيه الكتب الأفريقية.» وعُيِّن أتشيبي ليكون المحرر العام لسلسلة الكتاب والتي مثلت فيما بعد قوة لا يستهان بها في تعريف العالم بأدب ما بعد الكولونية الأفريقي، واستمر في هذا المنصب حتى عام (1972م).

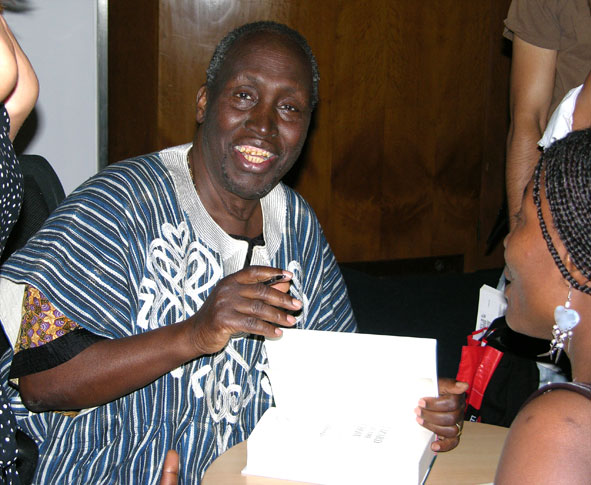
اختار أتشيبي رواية لا تبك يا ولدي لجيمس نجوجي، لتكون أولى سلسلة الكتب التي تنشرها دار هاينمان للكتاب الأفريقين.

ومع توافر هذه الأعمال بشكل أوسع، بدأت المقالات النقدية التي تتناول الأدب الأفريقي، وخاصة تلك التي من أروبا في التنامي. ونشر أتشيبي مقالًا في ديسمبر عام (1962م) تحت عنوان «حين تخاف الملائكة أن تخطو» في إحد إصدارات مجلة نيجيريا للرد على وابل التعليقات الذي يتناول بلاده، وفيه أوضح أتشيبي الفرق بين الناقد الهدام (نقده سلبي تمامًا) وبين الناقد الناقد البناء (نقده إيجابي تمامًا)، والناقد الواعي (وهو الناقد الذي يسعى إلى تحقيق التوازن بين النوعين السابقيين.) كما هاجم هؤلاء الذين بنتقدون الكتاب الأفارقة من الخارج: «لا يوجد من يقدر أن يستوعب لغة شخص أخر وهو لا يتحدث بها، واللغة هنا لا تعني فقط الكلمات وماشابه، ولكن تعني رؤية كاملة لعالم هذا الشخص.»

### «سهم الرب»
نشر الكتاب الثالث لأتشيبي «سهم الرب» عام (1964م). وكما سابقتها، تستكشف الرواية التداخلات بين عادات قبائل الأغبو والمسيحية الأروبية. وتقع أحداث القصة في قرية أومارو في بدايات القرن العشرين، وتحكي الرواية قصة حياة أوزولو وهو رئيس كهنة الأولو، والذي أمر أبنه لمعرفة أسرار الأجانب، وخصوصًا بعدما صُدم من قوة التدخل البريطاني في المنطقة. وكما هو الحال مع أكونكو في «الأشياء تتداعى» وكذلك مع أزولو في في «ليس مطمئنًا»، قابل أزولو نهايته التراجيدية.
وقد جاءت الفكرة لكتابة هذه الرواية عام (1959م)، حينما عرف أتشيبي بقصة رئيس الكهنة الذي سجنه أحد الضباط. وتتطورت الفكرة بعدها بعام، حينما وجد أتشيبي مجموعة من أثار قبيلة الإغبو يستخرجها عالم الأثار ثرستان شو، وقد ذُهل أتشيبي من مدى الرقي الثقافي لهذه الأثار. وفي الوقت الذي أظهر له أحد معارفه سلسلة من الرسائل السرية من ضباط الاستعمار (والتي لا تختلف عن تلك التي أشار إليها في روايته «الأشياء تتداعى» الخاصة بالقبائل البدائية لجنوب النيجر.) جمع أتشيبي هذه الخيوط التاريخية جنبًا إلى جنب، ليكتب روايته الثالثة «سهم الرب». ومثل الأعمال السابقة لأتشيبي، نالت «سهم الرب» إشادة من النقاد. وتم نشر النسخة المعدلة منها في (1974م) لتعديل ما وصفه أتشيبي «نقاط الضعف الهيكلية.»
وفي إحدى الخطابات إلى أتشيبي، أعرب الكاتب الأمريكي جون أبدايك عن إعجابه الممتزج بالمفاجأة تجاه السقوط المفاجيء لبطل رواية «سهم الرب». وأشاد بشجاعة المؤلف في «كتابة نهاية قد يفشل العديد من كتاب الغرب في افتعالها.» ورد أتشيبي مشيرًا أن البطل الأوحد كان شيءًا نادرًا في الأدب، الأفريقي وأن جذوره تمدد في الحياة المشتركة، ودرجة ابتكار هذه الشخصية يخضع لـ«قوي غير بشرية في الكون.»

### «ابن الشعب»
نُشرت رواية «ابن الشعب» عام (1966م). وتعد الرواية هجاءً يتناول أحد الدول الأفريقية التي حصلت على استقلالها مؤخرًا، ولكنه لم يسم بلدًا بيعنها. وتتناول الرواية قصة معلم اسمه أوديلي سامالو من قرية أناتا، والتي لديها وزير ثقافة فاسد اسمه نانجا. وبناءً على قراءة نسخة مسبقة من الرواية قال صديق أتشيبي جون بيبير كلارك: «تشينوا، أنا أعلم أنك متنبأ. كل شيء في هذا الكتاب حذث باستثناء الانقلاب العسكري.»
وبعد ذلك مباشرةً، أحكم القائد النيجيري تشوكوما كادونا نزوجو قبضته على المناطق الشمالية بالبلاد كجزء من محاولة انقلاب أكبر كان يخطط لها. ولكن فشل قادةٌ آخرون في السطيرة على المناطق الأخرى، وقُوبلت خطة الانقلاب هذه بحاملات عسكرية. وبعدها حدثت مجزرة راح ضحيتها ثلاثة آلاف شخص في المنطقة الشرقية، وبدأت كذلك سلسلة من الهجمات لتصفية رجال الأغبو النيجيرين في لاغوس.
وكانت نهاية الرواية السبب في اتهام اتشيبي في معرفته مسبقًا بأمر الانقلاب. وحينما تلقى رسالة الاستدعاء، أرسل أتشيبي زوجته، والتي كانت حاملًا في هذه الفترة، وأطفاله على متن أحد المراكب المتهالكة لتوصيلهم إلى معقل قبائل الأغبو في بورت هاركورت. وقد وصلت العائلة بسلام فعلًا، ولكن تعرضت كريستي للإجهاض خلال هذه الرحلة. وتبعهم أتشيبي مباشرة إلى أوجيدي. وكانت هذه المناطق آمنة وبعيدة عن التوغل العسكري، لأنها تقع في جنوب شرقي البلاد.

## وصلات خارجية
- تشينوا أتشيبي على موقع IMDb (الإنجليزية)
- تشينوا أتشيبي على موقع الموسوعة البريطانية (الإنجليزية)
- تشينوا أتشيبي على موقع مونزينجر (الألمانية)
- تشينوا أتشيبي على موقع إن إن دي بي (الإنجليزية)
- تشينوا أتشيبي على موقع قاعدة بيانات الفيلم (الإنجليزية)
- تشينوا أتشيبي على موقع كينوبويسك (الروسية)
- تشينوا أتشيبي  على قاعدة بيانات الخيال التأملي على الإنترنت